# Ота, Такако
Такако Ота (яп. 太田貴子 О:та Такако, 13 августа, 1967, префектура Токио) — японская сэйю и певица.

## Об артистке
Наиболее известна благодаря озвучиванию главной героини популярного аниме-сериала середины 1980-х годов Maho no Tenshi Creamy Mami Ю Морисавы. Во второй половине 1980-х годов выпустила более 15 музыкальных альбомов. 
В 2020 году приняла участие в специальном проекте на YouTube Creamy Exercise, посвящённом героине сериала Крими Мами. В мае 2020 года вышло первые три видео на песни «Delicate ni Suki shite», «Pajama no Mama de» и «LOVE Sarigenaku». 

## Дискография

### Альбомы
- 1984: CREAMY TAKAKO
- 1984: GRADUATION
- 1985: Long Good-bye
- 1985: Mi N Na GENKI (み・ん・な GENKI!)
- 1985: TAKAKO COLLECTION
- 1986: 200%
- 1986: BACKSEAT LOVERS
- 1986: WANT
- 1986: Best Selection
- 1987: POP STATION
- 1987: TAKAKO OHTA BESTESTS!
- 1987: TRUTH
- 1988: Here，There and Nowhere
- 1988: Diamond COLLECTION
- 1988: Best of Best
- 1989: Thanks
- 1989: MAGICIAN
- 1990: TAKAKO OHTA Vol. 1 BEST POP
- 1990: TAKAKO OHTA Vol. 2 BEST ROCK
- 1990: HEART OF EYES
- 1991: LOVE,YA -THE BEST OF TAKAKO-
- 1998: TAKAKO'S CD-R Vol.1
- 1999: TAKAKO'S CD-R Vol.2
- 2000: Ohta Takako Best Collection (太田貴子 ベストコレクション)
- 2004: Ohta Takako Golden Best (太田貴子 ゴールデン☆ベスト)

### Синглы
- 1983: Delicate ni Suki Shite (デリケートに好きして)
- 1983: BIN / KAN Rouge (ＢＩＮ・ＫＡＮルージュ)
- 1984: LOVE Sarigenaku (ＬＯＶＥさりげなく)
- 1984: Natsu ni Awatenaide (夏にあわてないで)
- 1984: Heartbreak MIstake (ハートブレイク・ミステイク)
- 1985: Tenshi no Miracle (天使のミラクル)
- 1985: Heart no SEASON (ハートのＳＥＡＳＯＮ)
- 1985: Koishitara Delicacy (恋したらデリカシー)
- 1986: Wasure China no Aoi Tori (忘れチャイナの青い鳥)
- 1987: Kanjitai Emotion (感じたいEmotion)
- 1987: Machkado no Billy The Kid (街角のビリー・ザ・キッド)
- 1988: 1988 - From Tokyo
- 1989: HURRY UP!
- 1989: GIRLFRIEND
- 1990: MAGICIAN ~in the midnight~
- 1990: Makenaide ~God Bless You~ (負けないで ～ＧｏｄＢｌｅｓｓ Ｙｏｕ～)
- 2008: Delicate ni Suki Shite (21st century ver.) (デリケートに好きして {21st century ver.)

## Позиции в Гран-при журнала Animage
- 1984 год — 13-е место в Гран-при журнала Animage, в номинации на лучшую женскую роль[4];
- 1985 год — 10-е место в Гран-при журнала Animage, в номинации на лучшую женскую роль[5];
- 1986 год — 9-е место в Гран-при журнала Animage, в номинации на лучшую женскую роль[6]

## Роли в аниме
- 1983 год — Волшебный ангел Крими Мами (ТВ) (Ю Морисава / Крими Мами);
- 1984 год — Навсикая из Долины Ветров (Горожанка);
- 1984 год — Волшебный ангел Крими Мами OVA-1 (Ю Морисава / Крими Мами);
- 1985 год — Волшебный ангел Крими Мами OVA-2 (Ю Морисава / Мами);
- 1985 год — Волшебный ангел Крими Мами OVA-3 (Ю Морисава / Крими Мами);
- 1985 год — Mahou no Princess Minky Momo vs Mahou no Tenshi Creamy Mami (Крими Мами);
- 1986 год — Волшебный ангел Крими Мами OVA-4 (Ю Морисава);
- 1986 год — Арион (Пио);
- 1986 год — Adesugata Mahou no Sannin Musume (Ю Морисава / Мами);
- 1988 год — Kosuke-sama Rikimaru-sama: Konpeitou no Ryuu (Рикимару)